# Município de Washington (condado de Clermont, Ohio)
O município de Washington (em inglês: Washington Township) é um município localizado no condado de Clermont no estado estadounidense de Ohio. No ano de 2010 tinha uma população de 2.278 habitantes e uma densidade populacional de 24,23 pessoas por km².

## Geografia
O município de Washington encontra-se localizado nas coordenadas 38° 51′ 45″ N, 84° 10′ 34″ O. Segundo a Departamento do Censo dos Estados Unidos, o município tem uma superfície total de 94 km², da qual 92,28 km² correspondem a terra firme e (1,83 %) 1,72 km² é água.

## Demografia
Segundo o censo de 2010, tinha 2.278 habitantes residindo no município de Washington. A densidade populacional era de 24,23 hab./km². Dos 2.278 habitantes, o município de Washington estava composto pelo 98,51 % brancos, o 0,31 % eram afroamericanos, o 0,13 % eram amerindios, o 0,09 % eram asiáticos, o 0,18 % eram de outras raças e o 0,79 % eram de uma mistura de raças. Do total da população o 0,66 % eram hispanos ou latinos de qualquer raça.